# Mathilde Marendaz
Mathilde Marendaz (* 1997 in Yverdon-les-Bains) ist eine Schweizer Politikerin und Geographin. Seit 2022 ist sie Mitglied des Grossen Rates des Kantons Waadt.

## Leben
Marendaz wurde 1997 in Yverdon als Tochter einer Kleinkinderzieherin und eines gelernten Druckers und späteren Hausmeisters geboren. Familiär wuchs Marendaz ländlich auf und war über Teile der Familie auch mit dem Arbeitermilieu vertraut. Sie wuchs in Mézery-près-Donneloye in der politischen Gemeinde Donneloye mit einem acht Jahre älteren Bruder auf. In ihrer Kindheit spielte sie Fussball. Seit 2017 studiert sie an der Universität Neuenburg Humangeographie und Französische Literatur.

## Politik
Bereits mit 17 Jahren war Marendaz in der Umweltbewegung aktiv. Sie beteiligte sich am Klimastreik. 2020 war sie an der Besetzung des colline du Mormont beteiligt. Marendaz ist politische Sekretärin der Lokalpartei Solidarité & Écologie und seit 2021 Mitglied des Gemeindeparlaments in Yverdon. An den kantonalen Wahlen wurde sie vom Bündnis Ensemble à Gauche als Staatsratskandidatin nominiert. Sie erhielt im ersten Wahlgang 9144 Stimmen (6,1 %) und wurde damit klar nicht gewählt. Während des Wahlkampfs wurde Marendaz von Rechtsextremen mit einer Sprayerei mit dem Tod bedroht. Im zweiten Wahlgang trat sie nicht mehr an. Gleichzeitig wurde sie allerdings in den Grossen Rat gewählt, wo sie Mitglied der Fraktion Ensemble à Gauche et POP ist. Im Mai 2023 reichte die Waadtländer Polizeivereinigung eine Strafanzeige gegen Marendaz ein. Sie hatte auf Instagram ein Foto veröffentlicht, auf der sie ein Schild hielt, auf dem unter anderem das polizistenfeindliche A.C.A.B. zu sehen war. Marendaz entschuldigte sich und entfernte den Post.